# 泉州县
泉州县，中国古县名。
春秋时期，燕国置湶州還（秦文字作“泉州縣”），治所在今天津市武清区西南城上村。西汉时，属渔阳郡，设有盐官。北魏太平真君七年（446年）省入雍奴县。